# Эйсид Хаус
«Эйсид Хаус» — книга Ирвина Уэлша 1994 года, позже экранизированная в одноименном фильме. Это сборник из 22 коротких рассказов, в каждом рассказе (от трех до 20 страниц) представлен новый набор персонажей и сценариев.

## Содержание
- "Ствол"
- "Евротреш"
- "Стоук-Ньюингтон-Блюз"
- "Чан-96"
- "Рохля"
- "Последний отдых на адриатике"
- "Квартет сексуального бедствия"
- "Видеосмерть"
- "Засор в системе"
- "Уэйн Фостер"
- "Там, где разбиваются мечты"
- "Бабушкин старый добрый джанк"
- "Дом Глухого Джона"
- "Встреча в холле"
- "Мама Лайзы встречает королеву-мать"
- "Два философа"
- "Ерунда"
- "Общее дело Грэнтон Стар"
- "Белка по имени Рико помогает лепить снеговика"
- "Спорт для всех"
- "Эйсид-хаус"
- "Хитрожопый (повесть)"

## Экранизация
- Фильм 1998 года "Кислотный дом" режиссера Пола Макгигана инсценирует 3 рассказа из 22 - "Общее дело Грэнтон Стар", "Рохля" и "Эйсид-хаус".